# 포항시 (1950년 선거구)
포항시는 대한민국의 옛 국회의원 선거구이다. 당시 경상북도 포항시 지역을 관할했다.

## 역사
1949년, 영일군 포항읍이 포항부로 승격되었으며 이내 포항부는 포항시로 개칭되었다. 이에 제2대 국회의원 선거를 앞두고 포항시 전 지역을 관할하는 선거구로 신설되었다.
제6대 국회의원 선거를 앞두고 영일군 갑 선거구, 영일군 을 선거구, 울릉군 선거구와 통합되며 포항시·영일군·울릉군 선거구를 이루게 됨에 따라 폐지되었다.

## 역대 국회의원
| 선거   | 정당 | 정당       | 의원   |
| ------ | ---- | ---------- | ------ |
| 1950년 |      | 대한청년당 | 김판석 |
| 1954년 |      | 무소속     | 하태환 |
| 1958년 |      | 자유당     | 하태환 |
| 1960년 |      | 민주당     | 이상면 |

## 역대 선거 결과

### 대한민국 제2대 국회의원 선거
|  | 16.83% |

|  | 14.24% |

|  | 13.14% |

|  | 10.15% |

|  | 9.15% |

|  | 7.41% |

|  | 5.17% |

|  | 5.10% |

|  | 4.84% |

|  | 4.30% |

|  | 4.03% |

|  | 4.01% |

|  | 1.57% |

### 대한민국 제3대 국회의원 선거
|  | 45.03% |

|  | 30.96% |

|  | 15.16% |

|  | 7.75% |

|  | 1.08% |

|  | 0% |

|  | 0% |

|  | 0% |

### 대한민국 제4대 국회의원 선거
|  | 60.96% |

|  | 19.69% |

|  | 19.34% |

### 대한민국 제5대 국회의원 선거
|  | 51.95% |

|  | 33.95% |

|  | 7.16% |

|  | 5.25% |

|  | 1.66% |